# Giuseppe Palumbo (cyclisme)
Pour les articles homonymes, voir Palumbo.
Giuseppe Palumbo (né le 10 septembre 1975 à Syracuse, en Sicile) est un coureur cycliste italien, professionnel de 1998 à 2010.

## Biographie
Sacré champion du monde junior de cyclisme sur route à deux reprises en 1992 et 1993, Giuseppe Palumbo passe professionnel dans l'équipe Riso Scotti en 1998. Deux ans plus tard, il s'engage chez Amica Chips-Tacconi Sport, puis rejoint l'équipe De Nardi en 2001. C'est avec cette formation qu'il remporte sa première victoire professionnelle, au Grand Prix du canton d'Argovie. De 2004 à 2010, il est membre de l'équipe Acqua & Sapone. 

## Palmarès

### Palmarès amateur
- 1991
  -  Champion d'Italie sur route cadets
  - Coppa d'Oro
- 1992
  -  Champion du monde sur route juniors
  - Coppa Città di Asti
- 1993
  -  Champion du monde sur route juniors
  - Brescia-Monte Magno
  - Trofeo Buffoni
  - 2e étape du Grand Prix Rüebliland
- 1994
  - Gran Premio Val Leogra
- 1996
  - Circuito di Bibano
  - 3e du Piccola Sanremo
- 1997
  - Coppa Fiera di Mercatale
  - 1re étape du Tour de la Vallée d'Aoste

### Palmarès professionnel
- 2000
  - 2e du Trofeo Deià
  - 3e du Tour des Abruzzes
- 2002
  - Grand Prix du canton d'Argovie
  - 3e du Tour de Toscane
- 2003
  - 2e étape du Tour de Ligurie
  - 2e du Tour de Ligurie
  - 3e du Grand Prix de Chiasso
- 2006
  - 2e du Giro d'Oro
- 2007
  - 3e étape du Tour de la Région wallonne
  - 3e du Prix de Misano-Adriatico
- 2008
  - 3e du Grand Prix Bruno Beghelli

## Résultats sur les grands tours

### Tour d'Italie
5 participations
- 1998 : hors-délai (17e étape)
- 1999 : 151e
- 2000 : 124e
- 2007 : 90e
- 2009 : 158e

### Tour d'Espagne
1 participation
- 1999 : 93e

## Classements mondiaux
| Année           | 2005 | 2006 | 2007 | 2008 | 2009 |
| --------------- | ---- | ---- | ---- | ---- | ---- |
| UCI Asia Tour   | 114e |      |      |      |      |
| UCI Europe Tour | 305e | 208e | 92e  | 178e | 626e |